# Chiesa della Natività di San Giovanni Battista (Dimaro Folgarida)
La chiesa della Natività di San Giovanni Battista è una chiesa sussidiaria di Carciato, frazione di Dimaro Folgarida in Trentino. Risale al XVIII secolo.

## Storia

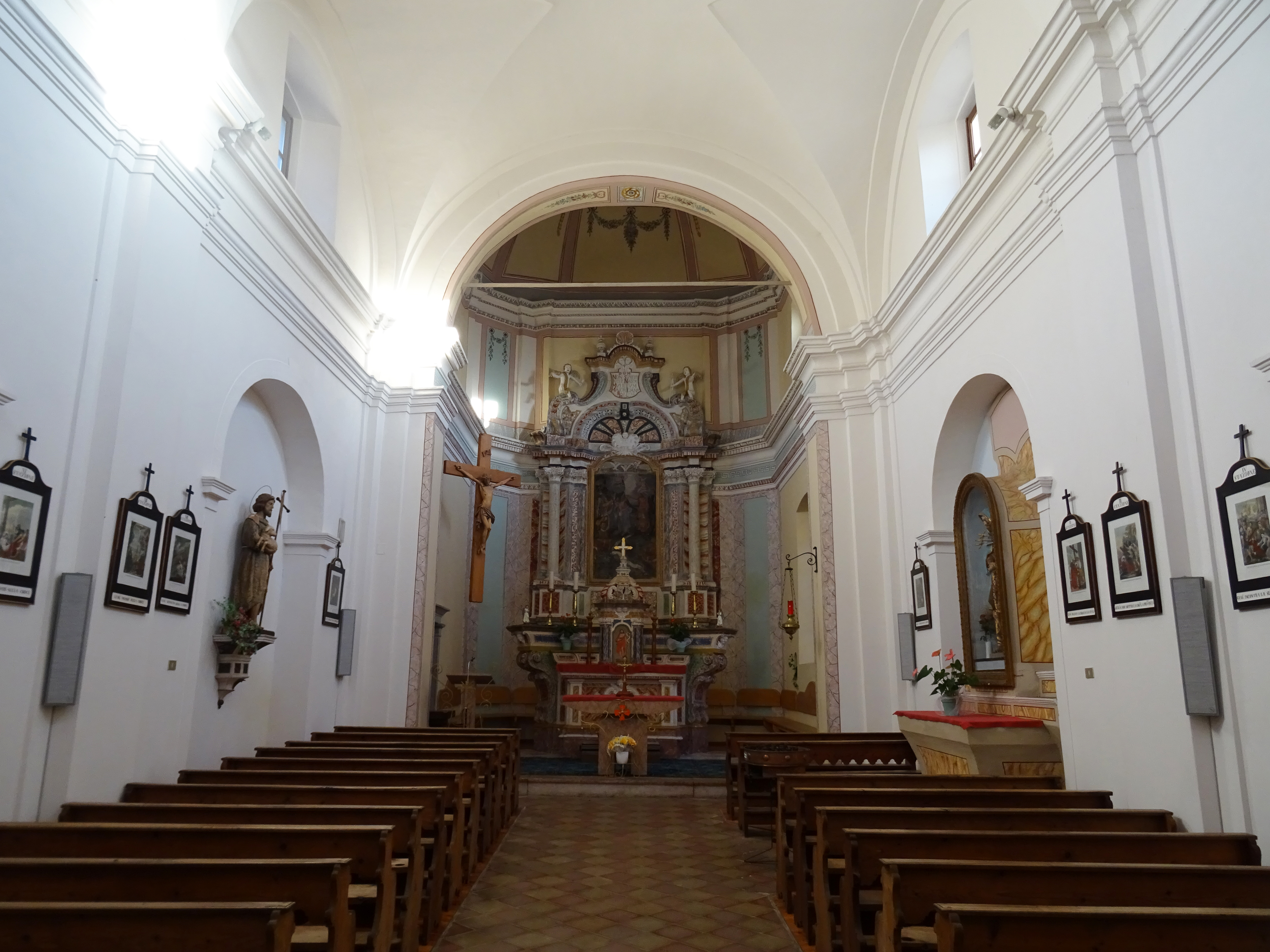
Interno

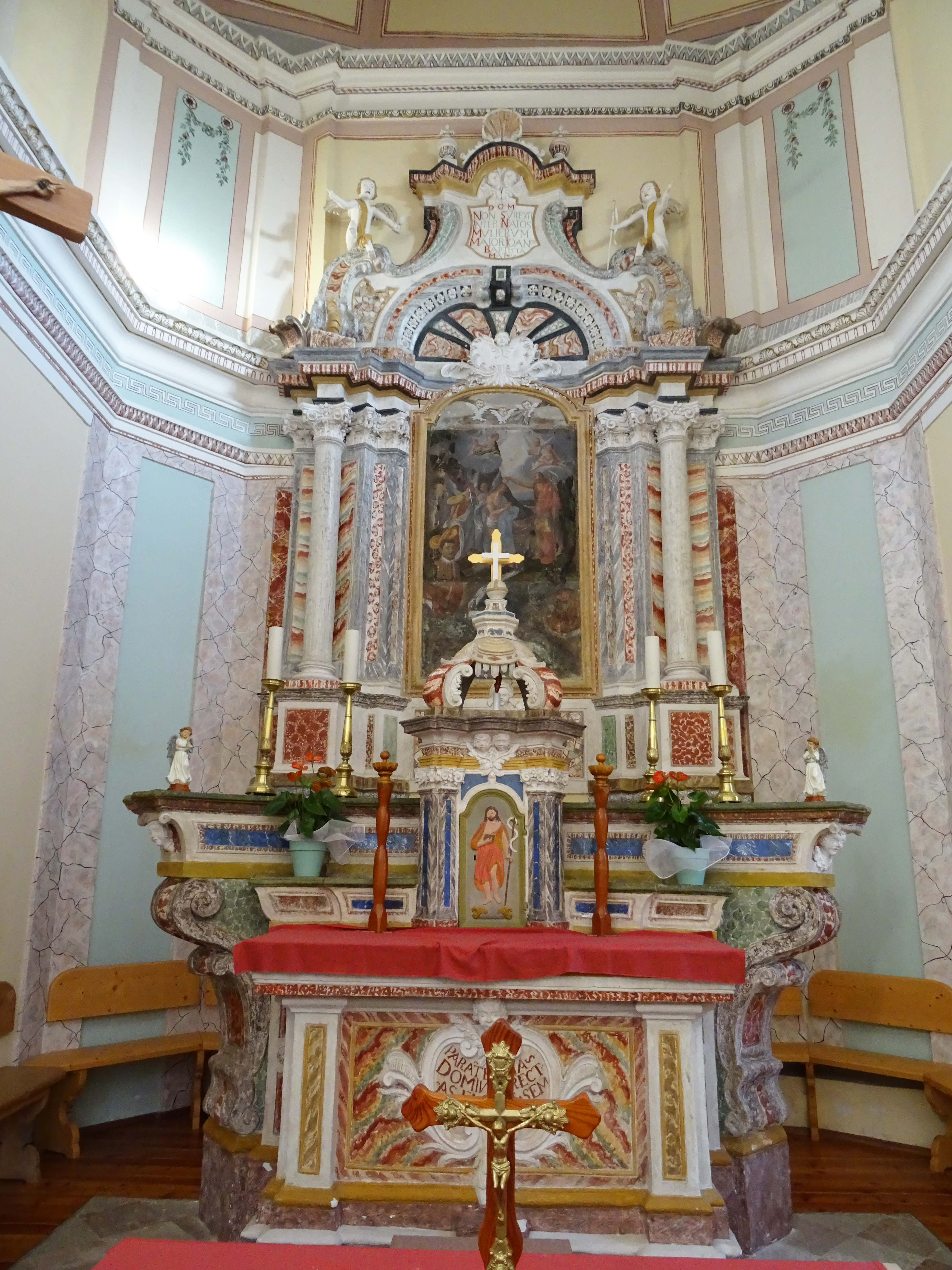
Altare maggiore

La prima chiesa a Carciato venne edificata nel XV secolo ma su un sito diverso da quello scelto in seguito per costruire il nuovo luogo di culto con dedicazione alla Natività di San Giovanni Battista.
La prima pietra del nuovo edificio quindi venne posta nei primi anni della seconda metà del XVIII secolo e i lavori si poterono considerare conclusi solo entro il 1788. In tale data la precedente costruzione venne dismessa, venduta ed utilizzata per altri scopi.
Appena ultimati i lavori di costruzione la parte interna della cupola venne decorata con affreschi.
Giovanni Nepomuceno de Tschiderer, vescovo di Trento, consacrò la nuova chiesa nel 1851. Circa trent'anni più tardi il presbiterio venne arricchito con una nuova pavimentazione realizzata con pietra di Tres e in seguito fu necessario un restauro conservativo per preservare la struttura dall'umidità e per imbiancare interno ed esterno.
Nel 1936 si registrarono danni causati da scosse di terremoto ma non tali da pregiudicarne la struttura ed il suo utilizzo per le funzioni religiose.
Nel 1976 invece un nuovo terremoto creò notevoli problemi alla chiesa e fu necessario chiuderla a lungo per i necessari lavori di restauro. Ultimati tali interventi, nel 1988, l'arcivescovo Giovanni Maria Sartori
con una cerimonia solenne la riconsegnò alla comunità.